# 現象界
現象界（げんしょうかい）とはイマヌエル・カントの哲学によって用いられている概念である。これは人間の主観的形式によって構成された対象からなる世界ということである。そして人間が認識をすることが可能なのは、現象界とするもののみに限られる。